# Tetens
Tetens är ett efternamn som härstammar ifrån Slesvig i Tyskland. Släktnamnet dök upp på halvön Eiderstedt under 1400- och 1500- talen och var fram till 1800-talet koncentrerat till halvön. Många har idag emigrerat och de flesta bor utspritt i USA och Danmark.
Efternamnet Tetens har sitt ursprung i förnamnet Tete. Det är patronymikont, alltså ett efternamn som är bildat av faderns förnamn med en tillagd ändelse.

## Personer med efternamnet Tetens
- Boye Tetens(?-17 februari 1500) - Adelsman, adlad av kung Kristian I 1479
- Johannes Nikolaus Tetens (1736-1807) - Professor i matematik
- Otto Tetens (1865-1945) - Vetenskapsman
- Friedrich Tete Harens Tetens (1899-1976) - Journalist